# Seddon Atkinson

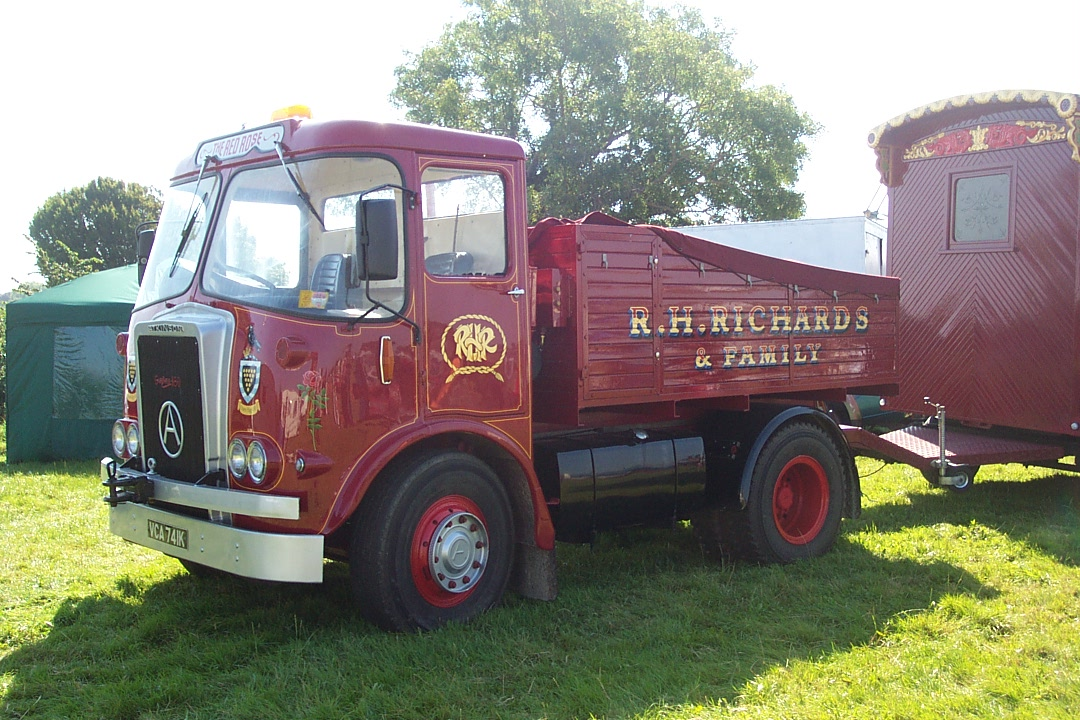
Atkinson ballast tractor alla fiera Torbay Steam Fair nell'agosto 2007

Seddon Atkinson Vehicles Limited, costruttore di veicoli commerciali, autocarri di Oldham, nella Greater Manchester, in Inghilterra, fu creata nella metà del 1970 quando Atkinson Vehicles Limited di Preston fu acquisita dalla Seddon Diesel Vehicles Limited di Oldham. Nel 1974 la società venne acquisita dalla statunitense International Harvester, e nel febbraio 1983 acquisita dalla spagnola ENASA che ne fece una sussidiaria di Pegaso. Nel 1990 divenne parte della società italiana Iveco che usò il marchio per alcuni tipi di veicoli speciali come le spazzatrici vendute nel Regno Unito. I modelli più noti furono EuroMover, Pacer e Strato.
Iveco annunciò la decisione di trasferire la produzione Seddon Atkinsons in Spagna nel 2005, e il marchio inglobato nel gruppo Iveco. La fabbrica di Oldham fu chiusa nel 2004, e gli uffici furono chiusi alla fine del 2006.
I veicoli ultimi della Seddon Atkinson sono identificabili dal resto della produzione Iveco per il logo Atkinson, una lettera maiuscola "A" all'interno di un cerchio, cromata, sulla calandra. Il logo circolare Atkinson risale al 1937, creato per sostituire il "Knight Of The Road" badge dei primi Atkinson.

## Atkinson
Originariamente una officina di riparazione di treni a vapore venne fondata nel 1907 a Preston, Lancashire, come Atkinson & Co. e dopo varie evoluzioni in Seddon Atkinson Vehicles Ltd a seguito di fusioni varie.

### Primi anni
Atkinson & Co. fu fondata a Frenchwood distretto di Preston, città del cotone e capitale amministrativa del Lancashire, da due fratelli (di cinque), Edward Atkinson (1880–1932) e Henry Birch Atkinson (1882–1921) con il supporto del patrigno George Hunt (1870–1950). L'avvio effettivo, reale della società risale al 1907, quando i soci decisero di investire sulla necessità dei servizi di riparazione di veicoli presenti nella località come pullcars e automobili private. Dal 1912, la azienda si spostò in Kendal Street e il numero di dipendenti salì a 20. Nello stesso anno un secondo centro di riparazione, più piccolo, venne aperto a Freemason's Row, Liverpool, dato l'elevato numero di veicoli legati alle attività portuali. Molto presto l'azienda acquisì seria reputazione nel nord Inghilterra per la qualità dei servizi offerti e il numero di operatori crebbe.

### Progressi
Con lo scoppio della guerra nel 1914, la domanda di trasporto interna crebbe considerevolmente, la nazione si trovò nel bisogno disperato di sopperire alla inadeguatezza del sistema ferroviario. Alcuni metodi di consegna locale e rifornimento materiale furono necessari per sopperire ai servizi ferroviari, e con la conversione alla produzione di armi e munizioni di alcuni costruttori di materiale rotabile, la domanda aumentò ulteriormente. Gli Atkinson, osservatori attenti sempre, decisero di sperimentare la costruzione di un vagone, e nel 1916, il primo Atkinson 6 ton e quattro ruote, trazione con motore a vapore fu prodotto in Kendal Street e divenne subito un successo. Il mercato ebbe un breve ma notevole successo nell'immediato dopoguerra e gli Atkinson, avvertendone il potenziale, comprarono un terreno di sei acri vicino alla loro abitazione di Frenchwood, dove vollero aprire la nuova unità produttiva, apposita per i vagoni a vapore. Assieme al terreno comprarono anche la villa del XVII secolo Frenchwood House, con l'intenzione di usarla come casa padronale e per uffici. Dal 1918 la Atkinson mise le basi della progettazione con un team di ingegneri e venditori e costruirono vagoni competitivi nel prezzo e nelle prestazioni. Henry Atkinson morì improvvisamente nel 1921 e conseguentemente la società fu presa in amno dal fratello Edward. Al tempo le idee e i progetti nascevano continuamente mentre la produzione raggiunse il picco di tre veicoli prodotti a settimana, e la forza lavoro salì a centocinquanta persone.

### Declino del vapore
Edward Atkinson ebbe una visione glorifica del "vapore" e non si avvisò della caduta delle vendite nella metà degli anni '20. Leyland Motors Ltd vendette la divisione macchine a vapore proprio alla Atkinson nel 1926, seguita dalla Mann nel 1929. Sembrava ci fossero rivalità familiari quando e la società fu indubbiamente in difficoltà quando Edward Atkinson decise di chiedere aiuto ai tecnici di miniera e il costruttore di autocarri Pagefield, Walker Brothers di Wigan. Sotto una nuova veste, Walkers fabbricò motori Uniflow steam engine per Atkinsons, ma pochi ordini arrivarono. Edward Atkinson si ammalò di cancro e non fu in grado di pagare dividendi e decise di abbandonare la produzione di vagoni nel 1929 dopo aver costruito 545 vagoni Atkinson. Gli ultimi anni videro la cancellazione di un ordine da Manchester Co-op Society, che avrebbe acquistato cento vagoni. Le sedi di Frenchwood e Freemason's Row vennero chiuse con la fine dell'era del vapore, la fabbrica di Kendal Street rimase aperta per riparazioni. Edward Atkinson morì nel 1932 e la società da lui fondata, un anno dopo, venne acquisita dal garagista di Londra W. G. Allen, erede dell'attività paterna del Nightingale Garage. Allen divenne presidente della Atkinson Lorries (1933) Ltd e H. B. Fielding ne divenne il direttore. Allen guidò la società dal 1931, e ne rimase a capo fino alla sua morte nel 1949.

### Autocarri Atkinson 1933–69
La formula nata nel 1933 per riorganizzare l'azienda e che fu alla base di tanti costruttori dell'epoca di Walton-le-Dale. La filosofia simile a quella Seddon, ERF, Rutland (Motor Traction) e altri competitori di autocarri: assemblaggio di componenti testati dalla casa madre. Il telaio della Atkinson fu generalmente propulso dai motori della L. Gardner & Sons, con cambio David Brown Ltd. e assali posteriori Kirkstall Forge Engineering. Durante la seconda guerra mondiale i motori Gardner furono impiegati per scopi militari eccetto il Guy Arab bus; La Atkinson fu sanzionata dal Ministero della Produzione (Ministry of Production) per vendite ai civili durante l'utilizzo del AEC '7.7 litre' (all'epoca 7.58 litri di cilindrata). La nazionalizzazione dei Road Haulage nel 1948 ebbe effetto sulla Atkinson come molti clienti nazionalizzati, ma la British Road Services comprò degli autocarri rigid-eight Atkinson così come prodotti similiari della statale Bristol Commercial Vehicles.
Durante gli anni '50 i camionisti iniziarono a chiedere più potenza – al tempo la Gardner sola offriva motori per applicazioni veicolari con 120 bhp. In risposta, nei primi anni '50 Atkinson utilizzò un Daimler 650 pollici cubici di 150 bhp su un autocarro rigido 8x (8 ruote, non articolato). Più tardi, Rolls-Royce e Cummins vennero offerti come motori così come unità Gardner; Gardner rispose con un 150 bhp del 1957, e 180 e 240 bhp del 1966 e 1970.
Nel 1958, dopo un cambiamento al Construction & Use Regulations, Atkinson offrì una cabina in fibra di vetro (nota come Mk I cab) come ricambio per i veicoli con cabina in metallo o legno; it featured twin fixed wrap-around windscreens rather than the traditional flat opening glasses but retained the traditional exposed Withnell-tube type radiator. La prima offerta fu una versione base seguita da una Deluxe con fanali doppi che in breve divenne la caratteristica di Atkinson. Con l'aumentare delle vendite della versione a doppio fanale, quella a singolo calarono fino a farlo diventare un opzionale. Dagli ann' 50 molti Atkinson ebbero il logo Knight of the Road sull'angolo in alto della calandra, e negli anni '60 vennero venduti con il nome Silver Knight, Gold Knight e Black Knight, così come Weightmaster.
Un piccolo numero di guida sinistra Atkinson furono costruiti per l'export in Europa sul finire degli anni '60, con cabine fatte in acciaio della Krupp dopo che questa ebbe ceduto la divisione veicoli. Molti i veicoli venduti in UK dalla Comberhill Commercials di Wakefield. Un disegno differente della griglia radiatore della cabina in fibra, fu lanciato nel 1966 al Commercial Motor Show, e denominata View-Line. Oltre alle cabine Krupp, del 1969, e la cabina della serie View-Line, furono fornite anche cabine in fibra di vetro replica della Atkinson con radiatore e la grande A (Big A) al centro. Entrambi disponibili fino al 1970 anno della fusione con Seddon. Notevole dell'epoca fu il veicolo 6x6 costruit dal 1962 al 1973 per uso autostradale da parte degli enti inglesi. Con motore Cummins NHK, al posto del più popolare Gardner, molto più resistente il primo del secondo alla corrosione da sale essendo il secondo in lega d'alluminio e non in acciaio. I primi esemplari ebbero motore AEC.
Dal 1968 lo standard Mk I della cabina in fibra di vetro fu rivisto. Sul radiatore la testa del cavaliere (Knight's Head) e la lettera nel circhio 'A' e altri ornamenti.
Questa cabina fu montata sugli ultimi modelli Atkinson, con nome ideato da Frank Whalley, responsabile della comunicazione dell'azienda dell'epoca. Il più diffuso fu il due assi trattrice chiamatao Borderer. Il tre assi con sterzo posteriore trattrice chiamata Leader. Il tre assi autocarro fu nominato Searcher. Il quattro assi Defender. La trattrice tre assi pesante fu nominata Venturer. Il due assi autocarri non fu mai battezzato ufficialmente ma chiamato Raider.

### Autobus 1953–64
Nel 1948 la Bristol Commercial Vehicles fu nazionalizzata come Tilling Group. Grazie ad una legge dei conservatori, il Transport Act 1947 (creata per la sicurezza delle ferrovie britanniche British Railways da proteggere dalla concorrenza privata) Bristol non fu più in grado di accettare ordini per i suoi bus chassis fuori dalla flotta della British Transport Commission, situazione che si protrasse fino al 1965.
Uno dei clienti di Bristol fino al 1948 fu la North Western Road Car Company (NWRCC) di Stockport, che fino al 1941 fu in joint-venture con la Tilling e la British Electric Traction Group che dopo il 1941 fu trasferita sotto il controllo di BET Group. Dopo l'ultima consegna alla North Western di veicoli Bristol del 1950, la società acquisì dei Leyland Titan e Royal Tigers per un anno circa, ma il peso elevato, gli alti consumi, frenatura scarsa e prezzo elevato fece sì che del Royal Tiger la North Western cercò un sostituto presso la nazionalizzata Bristol LS bus, con peso inferiore, motore Gardner orizzontale e pianale ribassato. Non impressionati dal motorizzato Gardner, Guy Arab UF e Daimler Freeline decisero, di chiedere alla Atkinson per un autobus con specifiche precise. Questo veicolo fu chiamato Atkinson Alpha e debuttò nel 1952 al Earls' Court Commercial Motor Show. L'Alpha ebbe motore orizzontale Gardner (quattro, cinque a sei cilindri) trasmissioni con cambio sincronizzato David Brown Ltd., e telaio leggero e medio nel peso. Gli eventi portarono, dopo due lotti di veicoli per la North Western nel 1953–4, tra i quali un raro modello con pianale ribassato, il management della BET a rimuovere la Atkinson, la Guy e la Daimler dalla lista dei fornitori preferiti. Allo stesso tempo, Leyland diminuì il prezzo d'acquisto del Tiger Cub. North Western comprò i Tiger Cubs e AEC Reliances per tutti gli anni '50 a venire.
Atkinson decise che, visto anche che Daimler e Guy offrivano pubblicamente motorizzazioni Gardner e double-decker, e alcuni clienti influenti scozzesi poterono comprare AEC Regents con quella motorizzazione, di entrare nel mercato. Alla fiera del 1954 Earls' Court Commercial Motor Show, due Atkinson double-deck furono esposti: un chassis, l'altro un carrozzato 60 posti a entrata centrale double-deck della Northern Counties ordinati dalla Stalybridge, Hyde, Mossley e Dukinfield Joint Transport (e Electricity). Questo autobus (UMA370) è preservato presso il Greater Manchester Transport Museum e presenta il primo esempio di doppio piano con cambio epicicloidale a comando elettrico, il Self-Changing Gears (SCG), montato da Atkinson dopo la consegna ma prima di entrare in servizio alla SHMD (dove già usavano una trasmissione preselettiva standard Daimler) che non volevano la originaria trasmissione David Brown. Lo chassis senza carrozzeria esibito alla fiera, con trasmissione semiautomatica, fu smantellato poco dopo la fiera. Nessun autobus double-deck fu creato ancora da Atkinson.
Non è chiaro se la Atkinson fabbricò autobus con trasmissione a due pedali perché il 15% delle azioni furono in mano alla Leyland Motors dal 1933 fino alla fusione con Seddon. Leyland fu, dal 1954, in parte proprietaria del sistema SCG ma il prototipo del 1954 PDR1 ebbe il cambio ad azionamento pneumatico. Né Guy né Daimler ebbero una trasmissione a due pedali e AEC lo mostrò sul prototipo AEC Routemaster.
Come la carrozzeria a singolo piano con motore sotto-pavimento e la carrozzeria con motore anteriore a doppio pavimento, Atkinson produsse anche un chassis a singolo pavimento e motore anteriore per autobus, simile al Bedford SB ma più resistente. Fu esportato da Atkinson, in zona Sterling, come la Nuova Zelanda. Nel Regno Unito le vendite furono tre: un lotto di due autobus ad una municipalità e uno chassis esportato.
Norman Morton, General Manager della Sunderland Corporation Transport dal 1953 al 1968, cercò di tagliare i costi. Intraprese la strada con richieste per due veicoli, e altri 40 con 32 posti nel 1950 tipo Guy Arab III singola cabina piano singolo. Inizialmente contattò la Guy con specifiche richieste ma la stessa rispose che fu impossibile, e si recò alla Atkinson. Il Sunderland 30-1 (GGR230-1) fu il risultato, con carrozzeria del 1958 di Charles H Roe e designato FB41F con 8 ft di larghezza e 30 ft in lunghezza; cambio constant-mesh e motore quattro cilindri da 80 bhp Gardner 4LW. La strada che il veicolo doveva fare era prendere i lavoratori dalle loro abitazioni e portarli ai porti, e ritorno. Strada pianeggiante e poche fermate. La carrozzeria fu spartana e colorata di verde con cornici attorno ai finestrini di giallo-crema. I posti a sedere furono 41, molto ergonomici.
Dopo l'export chassis, venne creato un passo più corto con lunghezza totale di 27 ft 6in, carrozzato Plaxton per il cliente della concessionari a Wakefield, la Comberhill Motors che immatricolò il veicolo NHL127 e lo vendette alla Simpson di Rosehearty.
Dopo che la North Western fu scoraggiata dalla British Electric Traction a comprare gli Atkinson Alpha, la compagnia cercò mercati indipendenti, con autobus leggeri e coach. Una compagnia indipendente fu la Lancashire United Transport e la SHMD che comprarono gli Alpha. La vendita migliore Atkinson nei bus fu con al Venture Transport (Newcastle) Limited, di Consett, County Durham.Tra il 1946 e il 1948 Venture rimpiazzò la maggior parte dei 35 posti Willowbrook-Daimler CVD6. Nessun altro autobus fu comprato da Venture nella metà del decennio successivo. Nel 1954 Atkinson rilasciò il Venture TTC882 carrozzato Burlingham 44 posti ordinato dalla Venture in 24 esemplari e consegnati in tre lotti dal 1955 al 1957 con differenti allestimenti, B45F o DP41F Willowbrook. Altri pochi esemplari Alpha furono venduti ad altri operatori.
L'Alpha fu sempre in listino fino agli anni '60 ma l'ultimo ordine domestico fu della Sunderland Corporation nel 1962 con consegne nel 1963/4. La carrozzeria fu diversa dalle precedenti Atkinson, ovvero Marshall da 33 ft x 8 ft 2½. Furono rifinti con la livrea color crema Sunderland e designati B45D. Come i veicoli della Doncaster Corporation, Leyland Royal Tiger Cubs, furono pensati per viaggi 'intermediate' con passo 18 ft. Numerati 4-48 e targati WBR246-8. Il primo esemplare fu allestito con cambio constant-mesh, ma rifornito successivamente con cambio ad azionamento pneumatico Self-Changing Gears, Leyland "pedestal". Sunderland 48 fu l'ultimo Atkinson PSV costruito e preservato. Ironicamente, l'ultimo Seddon PSV disegnato, il Pennine 7, ebbe molto più in comune con l'Alpha rispetto ad altri chassis autobus Seddon. Questi tre autobus ebbero l'allestimento inusuale freni pneumatici e cambio Self-Changing Gears.

### Nomenclatura Atkinson
La nomenclatura Atkinson fu molto semplice e fu tenuta dal 1933 al 1975; specificava il peso (inizialmente il peso netto trasportabile, il carico pagante, ma dopo il 1964 la massa totale a terra) poi un secondo numero per ruote il numero di cilindri, con motori Gardner LW.
Così un Atkinson 646 aveva 6 t di carico utile, 4x2 con quattro ruote e motore Gardner 6LW.
Un Atkinson 1066A aveva 10 t di carico utile, 6x4 e motore AEC (seven-seven).
Durante gli anni '50 il suffisso per il tipo di motore, prefisso H, M e L per heavy, medium e light, Alpha ebbe una seconda lettera prefisso P (passenger) così un Alpha poteva avere designazione: PL545H (H per horizontal Gardner engines)
Dalla metà degli anni '50 i veicoli Alpha ebbero un prefisso dipendente con una lettera costante (C, per coach) o il cambio sincronizzato (B, per bus) come nel BPL745H per i primi 18 esemplari, gli ultimi sei furono designati CPL745H.
Il double-decker ebbe l'unico codice telaio 'D'. Non chiaro per il double-deck o il telaio alleggerito, ma la designazione PD746 venne data ai due esemplari costruiti per la fiera con caricopagante di 7 t, quattro ruote e motore Gardner 6LW. Assumendo che alcuni possano aver voluto un pantechnicon con telaio alleggerito dalla Walton-le-Dale, la designazione era D746.
Le lunghezze e larghezze rese di legge dai nuovi regolamenti risultavano nei suffissi: I primi due Sunderland autobus furono L644LWs (telaio alleggerito, 6 t, 4 ruote, motore 4LW, passo lungo, wide-track). Il modello sopravvissuto della Nuova Zelanda è designato L644XLW (extra-long, circa 33 ft in lunghezza).
Gli ultimi tre Alpha furono codificati PM746HL: passenger, telaio a peso medio, 6 t, quattro ruote, motore Gardner 6HLW, passo longo.
Gli ultimi codici Atkinson includevano T3246RR per un 32 t GTW Borderer con motore Rolls-Royce Eagle. Un Rolls-Royce Borderer fu T3446RR220 o T3446RR280
Il lavoro per l'Alpha fu preso anche per i veicoli della Atki, ci furono clienti Atkinson, come birrerie, che ordinarono autocarri a ripiano ribassato, con cabina a tre posti. La carrozzeria ebbe una botola proprio sulla testa motore, che rende visibile il Gardner 4HLW. Sentinel, Albion, Guy e Dennis fecero lo stesso ma non affidabile come la motorizzazione Gardner.
Atkinson si fuse con la Seddons di Oldham nel 1970. L'ultimo "vero" Atkinson, un Defender 8 ruote con telaio numero FC29941, fu costruito da Atkinson nelle officine Walton-le-Dale nel 1975. Fu venduto alla G & B McCready di Newcastle-under-Lyme e porta il numero di targa KVT 604 P; Oggi giace nel cortile.
Nella fabbrica Seddon di Oldham, la Atkinson assemblò la serie Seddon Atkinson 400 e il primo lotto del nuovo modello 401, prima che venne chiusa nel 1981. Oldham rimase operativa fino alla fine del 2004 e poi la produzione fu spostata in Spagna dalla proprietà Iveco.

## Seddon
Seddon Diesel Vehicles fu, come la Atkinson Lorries, ERF' e Motor Traction Ltd (Rutland), un costruttore di veicoli commerciali che comprava componenti da assemblare. Robert e Herbert Seddon furono figli di un macellaio di Salford che nel 1919 dopo la smobilitazione dovuta alla prima guerra mondiale comprò carro tipo Commer con banco di vendita, usato durante la settimana per il trasporto dei beni e nel fine settimana usato per escursioni fuori Salford. Inizialmente socio dell'attività fu l'amico di famiglia di nome Foster. Foster & Seddon ricondizionavano veicoli a motore, autobus da Swinton (Grande Manchester) a Salford, rivenduti poi alla Salford Corporation, e tennero anche una concessionaria della Morris Motor Company. Nel 1937 Robert Seddon riempì un vuoto nel mondo dei veicoli commerciali con un mezzo a tara bassa, motore Diesel, realizzato e pensato in casa sua sul tavolo della cucina.
Questo autocarro fu un 6 t gvw con sterzo frontale, motore sei cilindri Perkins Engines a iniezione indiretta Diesel. Fu presentato la prima volta alla Scottish Motor show presso la Kelvin Hall, Glasgow nel 1938. Con un carico pagante inferiore alle 2.5 long tons (2,540 kg), fu in grado di viaggiare a 30 mph (48 km/h). Come Maudslay e ERF, Seddon Motors Ltd continuarono a produrre chassis durante la seconda guerra mondiale mentre alcuni concorrenti come Leyland Motors, la Associated Equipment Company e la Albion Motors furono indirizzati alla produzione bellica.
Nel 1948 Seddon Motors Ltd si spostò a Woodstock Works, fabbrica fantasma a Oldham e si espanse fino aprodurre dieci veicoli la settimana. A questo punto introdussero i primo passenger chassis il Mark IV. Lungo 26 ft il mark IV e 27 ft 6in il mark VI ne vennero venduti diversi in casa e all'estero. Carrozzieri per questi chassi sfurono Plaxton e altri più piccoli, Seddon pure creò una carrozzeria. Seddon produsse inoltre (con designazione non in numeri romani da quando la società divenne Seddon Diesel Vehicles Ltd nel 1950) il Mark 7P. Passo corto con motore quattro cilindri Perkins e con 28 posti a sedere lunghezza 21 ft. Nel 1952 all Earls Court Commercial Motor Show i veicoli marks 10 e 11 montarono il motore verticale Perkins (P6 80 bhp o R6 107 bhp) sottopavimento (quando i concorrenti montavano gli orizzontali sottopavimento). La Bedford Vehicles ebbe successo con tale configurazione tra il 1970 e il 1987 mark 10 e 11 con basse vendite, con Seddon, Charles H Roe, Duple e Plaxton come carrozzerie. Nella metà degli anni '50 il mark 16 fu un 21 ft con motore Perkins P4 frontale e il mark 17 fu un sei cilindri simile nel layout. Il mark 18 sul finire degli anni '50 fu venduto in Australia e Nuova Zelanda con carrozzerie locali. Il motore fu un verticale Perkins P6 80 bhp posteriore. Vi fu anche un mark 20 con un Henry Meadows 550 pollici cubici orizzontale posteriore esportato in Grecia e il mark 25P 18 posti basato sul mark 25 integral parcel van. La carrozzeria, per Seddon ma anche per altri costruttori come la Manchester Corporation (che creò un parcel delivery service) fu registrata come Pennine Coachcraft Ltd, interamente di Seddon, nel 1960.
Dal 1966 (con la numerazione mark oltre il venti), Seddon decise di semplificare la designazione, con ad esempio un 16-4 che stava per MTT e numero ruote. I telai per autobus furono designati Seddon Pennine Mark (x). I primi autobus che usarono tale designazione furono in Bermuda, i Seddon Pennine Mark 3, simili ai Pennine Mark 4 ma con motore Perkins P6 o 6-304 o uno sviluppo del Mark 17 simile.
Dalla metà degli anni '50, Seddon fu quasi assente dal mercato domestico di bus e coach. Solo un mark 19 con componenti AEC Reliance e carrozzeria Harrington fu venduto nel 1960 alla Creamline Coaches di Hampshire. In seguito al successo di Ford con la serie R e di Bedford con la serie VAL e VAM, Seddon decise di fare un prodotto simile, con motore Perkins; il motore montato come i concorrenti in verticale. Tale modello fu lanciato nel 1967 come Pennine 4, molto venduto nel mondo e in particolare ordinato da Kowloon Motor Bus di Hong Kong, che comrò 100 esemplari da 11 m con motore Perkins 170 bhp V8 e il Pennine Coachcraft 47 posti + 42 posti in piedi doppia porta. Una variante con motore posteriore designata Mark 5 (venduta solo in UK, con 45 posti carrozzato Van Hool) e una versione turbocompressa Perkins 6 cilindri montato anteriormente ma sottopavimento fu il Pennine 6. Nel 1969 venne lanciato il Pennine RU.
Nel 1970, Seddon acquisì Atkinson Lorries creando al Seddon Atkinson, nel 1974 la International Harvester comprò Seddon Atkinson, e più tardi la spagnoal Pegaso rilevò il business e per finire il tutto negli anni '90 diventò parte di Iveco. L'ultimo autobus prodotto fu nel 1983 con il Pennine 7.

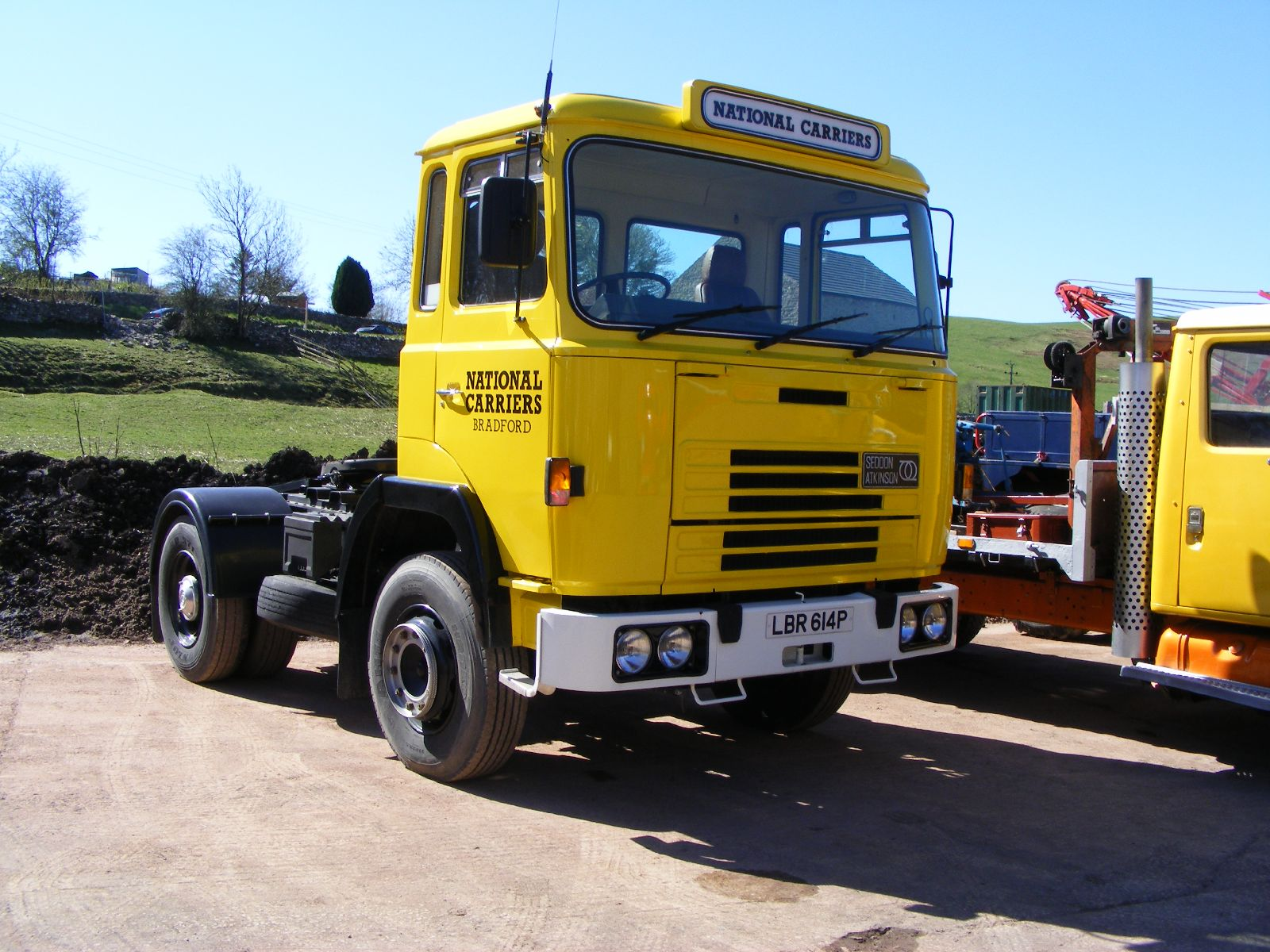
1975 Seddon Atkinson 400 trattore, con fari nel paraurti

Originariamente il 1º gennaio 1971 la fusione non ebbe riscontri immediati nel lineup, con Seddon e Atkinson che continuarono a fabbricare i rispettivi prodotti. Nel 1975, venne presentata una nuova linea moderna con cabina in acciaio sviluppata con Motor Panels. La serie fu la 200, 300, e 400.

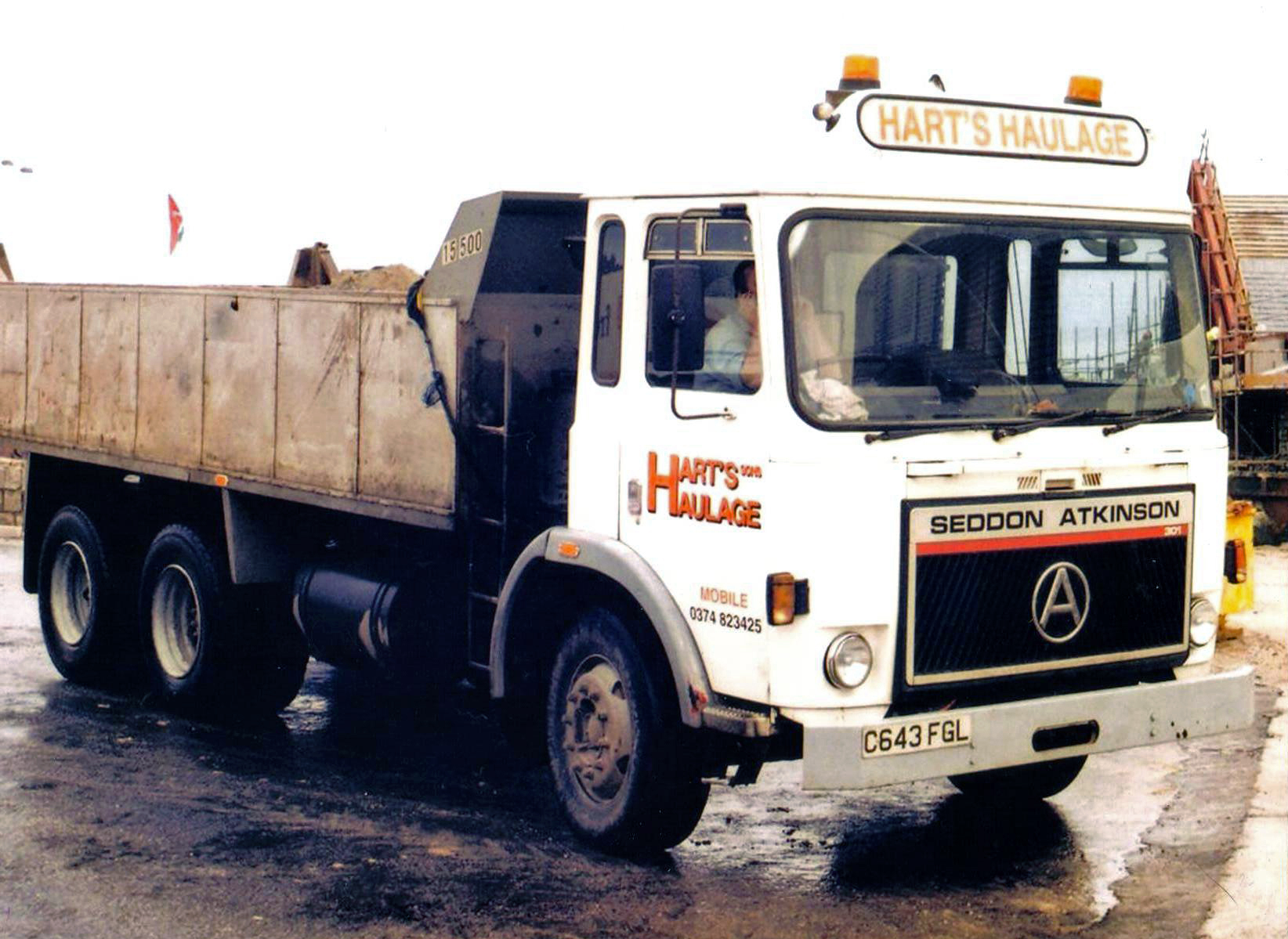
1985, Seddon Atkinson 301

La Atkinson fabbricò la più pesante 400 mentre Seddon di Oldham tutte e tre le serie. La 200 ebbe un profilo cabina basso. Mentre la serie 400 aveva la cabina più alta della 300, con conseguente necessità di un paraurti più alto con luci integrate e ruote più alte. La 200 divenne "International Truck of the Year" 1977. La 200 e la 300 usarono motori Diesel "International", con la 300 7.64 L (466 cu in) con motore in linea 6 cilindri 194 hp (145 kW). La 400 fu disponibile con motori Cummins, Gardner, o Rolls-Royce Limited, con potenze fino a 320 hp (239 kW). Il Cummins fu originariamente non disponibile. La 400 ebbe uno chassis fondamentalmente Atkinson.
Nel 1981 la linea fu aggiornata a 201, 301, e 401. I primi 401 furono costruiti da Atkinson a Walton-le-Dale ma poi tutto finì a Oldham. Il 201 fu equipaggiato con lo stesso motore del 200 135 hp (101 kW) International, poi cambiato con 148 hp (110 kW) Perkins, che segnò la fine della collaborazione Seddon Atkinson-International. Il 401 venne aggiornato negli interni, la calandra, e miglior sterzo. La cabina della Motor Panels ebbe problemi di ruggine, forzando l'introduzione della nuova cabina nella metà degli anni '80. Questo periodo fu l'inizio di una recessione che segnò la fine per molti clienti Seddon Atkinson.

## Acquisizione da parte di ENASA
Nel 1983 International Harvester cedette la società alla spagnola ENASA, come risarcimento per un mancato realizzo di una fabbrica di motori in Spagna. Le vendite di Seddon Atkinsons calarono durante gli anni '80. Entrambe le serie 400 e 401 furono soggette a pesanti critiche per la mancata protezione alla corrosione delle cabine. Nel 1985 Seddon Atkinson aveva circa il 5% del mercato di autocarri in Gran Bretagna.

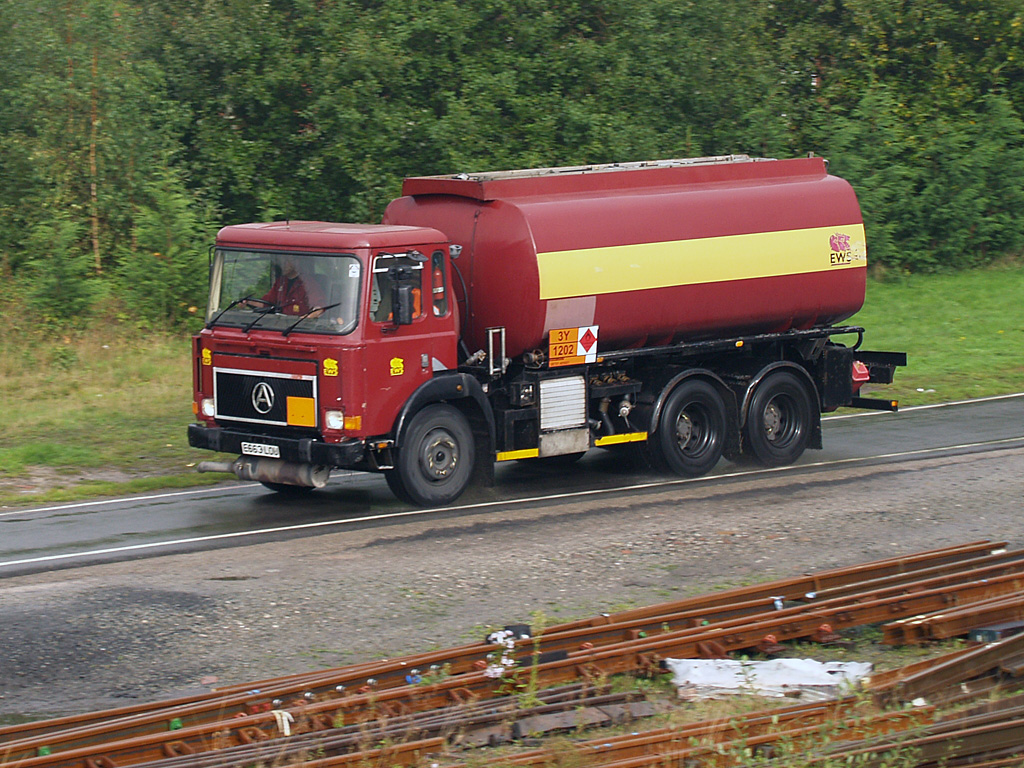
1988, Seddon Atkinson 3-11

Nell'estate 1986 il lineup ricevette ancora un aggiornamento, con il 16 long tons (16,300 kg) 201 che divenne 2-11. Un 3-11 (anche trattrice) seguì nell'ottobre 1986 e vi fu anche un 4-11, identificabile dai deflettori sugli angoli frontali. Nuovi motori e vari altri miglioramenti furono riguardanti la aerodinamica da parte della Ogle. Le pannellature rimasero comunque le stesse. Il 2-11 fu il primo camion equipaggiato con il Perkins' da 6.0 litri "Phaser". A dispetto della maggior quantità di opzionali e del motore più potente, il peso totale fu minore rispetto al precedente veicolo. I motori furono due, 160 hp (119 kW) turbodiesel o il 180 hp (134 kW) intercooled.
Nel 1988 venne lanciato il modello Strato, per rimpiazzare il modello 401, con chassis S-A e la cabina più moderna della Pegaso (basata sul DAF 95). Nel 1991 Iveco comprò la ENASA e così la collegata Seddon Atkinson. Lo Strato 2 utilizzò la cabina dell'Iveco Eurotech. Nel 2005 la produzione venne spostata in Spagna alla Iveco Pegaso, ma le vendite furono scarse (solo 284 unità nel Regno Unito nel 2005) e nel tardo 2006 venne annunciata la chiusura della linea di nicchia Seddon Atkinsons. Il marchio fino ad allora fu venduto attraverso 13 concessionari in Gran Bretagna ma che divennero conseguentemente distributori di Iveco. Nel 2009 il marchio Seddon Atkinson fu tolto dal mercato.